# Martigné-Ferchaud
Martigné-Ferchaud (bretonisch: Marzhinieg-Houarnruz, Gallo: Marteinyaé-Fèrchaud) ist eine französische Gemeinde mit 2.632 Einwohnern (Stand: 1. Januar 2022) im Département Ille-et-Vilaine in der Region Bretagne; sie gehört zum Arrondissement Fougères-Vitré und zum Kanton La Guerche-de-Bretagne.
Die Einwohner werden Martignolais und Martignolaises genannt.

## Geographie
Durch die Gemeinde Martigné-Ferchaud fließt der Semnon, der hier den 80 Hektar große See Étang de la Forge (genannt auch: Étang de Martigné) bildet. Im Süden und Südosten der Gemeinde liegt der Forêt d’Araize (9,47 Quadratkilometer).
Der Ort hat einen Bahnhof an der Bahnstrecke Châteaubriant–Rennes.

### Nachbargemeinden
Umgeben ist Martigné-Ferchaud von den Nachbargemeinden Retiers im Norden, Forges-la-Forêt im Norden und Nordosten, Eancé im Osten, Pouancé im Südosten, Villepot und Noyal-sur-Brutz im Süden, Fercé im Südwesten, Thourie im Westen sowie Sainte-Colombe im Nordwesten.

## Bevölkerungsentwicklung
| Jahr          | 1962 | 1968 | 1975 | 1982 | 1990 | 1999 | 2006 | 2012 | 2020 |
| Einwohner     | 3286 | 3227 | 3285 | 3150 | 2920 | 2634 | 2568 | 2627 | 2604 |
| Quelle: INSEE |      |      |      |      |      |      |      |      |      |

## Gemeindepartnerschaften
Mit der deutschen Gemeinde Niederfischbach in Rheinland-Pfalz besteht eine Partnerschaft.

## Sehenswürdigkeiten
- Kirche Saint-Pierre aus dem 19. Jahrhundert mit Kanzel (Monument historique)

## Persönlichkeiten
- Marcel Mignot (* 1944), ehemaliger französischer Autorennfahrer, geboren in Martigné-Ferchaud
- Charles Rabot (1856–1944), französischer Geograph, verstorben in Martigné-Ferchaud